# Ezdráš

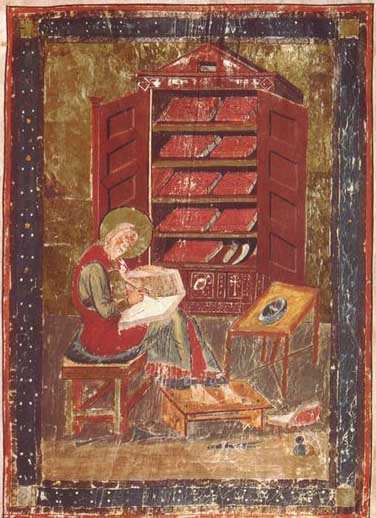
Ezra jako písař
(Codex Amiatinus, kolem 700)

Ezdráš (z latinského Esdras, hebrejsky: עזרא, Ezra) byl židovský kněz a písař, vysoký úředník na perském dvoře, pověřený organizovat návrat Židů do Jeruzaléma kolem roku 458 př. n. l. S jeho jménem je spojena biblická Kniha Ezdráš.

## Život
Ezdráš pocházel z pokolení Aronova a žil v Babylonii asi sto let poté, co Kýrův edikt (538 př. n. l.) Židům dovolil návrat z vyhnanství. Ezdráš zastával úřad jakéhosi tajemníka pro židovské záležitosti a roku 458 př. n. l. odešel s velkými pravomocemi a pověřením krále Artaxerxa I. do Jeruzaléma řídit obnovu židovského náboženského života a organizovat chrámovou službu. Byl také pověřen ustanovovat soudce. S Ezdrášem se vrátilo asi 1500 dalších osob.

### Kniha Ezdráš
Jeho působení líčí biblická Kniha Ezdráš, která v kapitole 7 podává nejprve jeho rodokmen a pověřovací list, od 7,27 přechází z aramejštiny do hebrejštiny a zároveň do vyprávění v první osobě. Ezdráš se snažil upevnit dodržování Zákona a zejména sobotního klidu a přičinil se, aby se židovští předáci, kteří si vzali pohanské manželky, s nimi rozešli. Židovská tradice mu přisuzuje velké zásluhy o sebrání a redakci knih Zákona (Tóry) a nazývá ho čestným titulem „Písař“ nebo dokonce „druhý Mojžíš“. „Zákon“, který se veřejně předčítal podle Neh 8–10, někteří ztotožňují s takzvaným Kněžským kodexem (P), jiní pokládají Ezdráše i za autora celého souboru Knihy kronik.

## Ezdráš v islámu
Islám mluví o Ezdrášovi v Koránu i Ibn Kathirově sbírce islámských příběhů. Zdá se, že Mohamed měl k dispozici odlišné zdroje, než biblickou Knihu Ezdráš (popřípadě Knihu Nehemjáš, která některých verzích Bible bývá nazývána jako 2. Ezdráš), jelikož je v Koránu napsáno, že „židé považují Ezdráše za Syna Božího“.
A říkají židé: „Edzráš je syn Boží!“ a říkají křesťané: „Mesiáš je syn Boží!“ A taková je řeč, již ústy svými pronášejí, a napodobují tak řeč oněch, kdož před nimi byli nevěřící. Nechť Bůh proti nim bojuje! Do jaké lži to upadli!
Korán 9:30
Je pravděpodobné, že Mohamed měl k dispozici deuterokanonickou 4. knihu Ezdrášovu, která pojednává o prorokovi Edzrášovi, ačkoliv není jasné, zda jde o stejnou osobu jako byl kněz Edzráš v 5. století př. n. l. Tato kniha nazývá Ezdráše „prorokem podobným Mojžíšovi“ (což je titul, který křesťané osobují Ježíšovi a muslimové Mohamedovi) a mluví také o Synu Božím, který má přijít na svět.